# Bertold IV de Merània
Bertold IV de Merània o Andechs-Merània, II d'Ístria i de Carniola (mort el 12 d'agost de 1204) va ser comte d'Andechs (des 1173). Des de 1180 va agafar el títol de duc de Croàcia i Dalmàcia i vers el 1182-1183 es va proclamar primer duc de Merània, per concessió imperial; des de 1188 fou marcgravi d'Ístria i de Carniola per herència del seu pare Bertold I (III d'Andechs). Merània derivaria del llatí "mare" o sigui "mar", ja que corresponia a les possessions d'Andechs a la costa de Dalmàcia i d'Ístria banyades per la mar Adriàtica. Els dos marcgraviats van estar dins del ducat de Merània el que va donar a aquest títol un considerable prestigi. Vegeu Ducat de Merània. Bertold IV o II era el fill de Berthold I d'Ístria i d'Hedwiga de Wittelsbach.
En 1186 va acompanyar a l'emperador Enric VI, al regne de Sicília. En 1189, va dirigir la tercera divisió de l'exèrcit imperial i va ser el seu abanderat en la Tercera Croada. En 1195, es va presentar com el defensor de l'abadia de Tegernsee. Després de la mort d'Enric el 1197, va prendre partit pel pretendent Felip de Suàbia. En aquesta conjuntura, el duc de Merània estava en la cúspide del seu poder i influència. Posseïa terres des de Francònia a la mar Adriàtica.
Bertold va morir el 1204 i va ser enterrat a Diessen. El va succeir el seu fill Otó I, si bé les marques d'Ístria i Carniola, jurisdiccions feudals dins del ducat de Merània, van ser pel segon fill Enric com a feudatari del seu germà.

## Matrimoni i fills
Bertold es va casar amb Agnes de Rochlitz, també coneguda com a Inés de Wettin, i van tenir els fills següents:
- Otó I, que va succeir al seu pare a Merània i al comtat d'Andechs i fou comte palatí de Borgonya per matrimoni amb la comtessa Beatriu II de Borgonya.
- Egbert, bisbe de Bamberg
- Enric, marcgravi d'Ístria (Enric II) i de Carniola (Enric I)
- Hedwiga o Eduvigis (santa), es va casar amb el duc Enric I el Barbut de Silèsia
- Gertrudis, casada amb Andreu II d'Hongria
- Agnès, es va casar amb Felip II de França
- Bertold, Patriarca d'Aquileia
- Matilde, abadessa de Klitzingen
- I una filla sense nom casada dins la família dels Nemanjic de Sèrbia